# Orłowiny
Orłowiny est une localité polonaise de la gmina de Wojciechowice, située dans le powiat d'Opatów en voïvodie de Sainte-Croix.